# Kuniya Daini
Kuniya Daini (Prefectura de Hyogo, 12 d'octubre de 1944) és un futbolista japonès que disputà 44 partits amb la selecció japonesa.